# Im Lande Zorros
Im Lande Zorros (Originaltitel: Stagecoach to Fury) ist ein US-amerikanischer Westernfilm des Regisseurs William F. Claxton aus dem Jahr 1956. Walter Strenge wurde für seine Kameraführung bei den 29. Academy Awards für den Oscar nominiert.

## Handlung
Die Postkutsche nach Fury wird an einer Poststation von mexikanischen Banditen überfallen. Die Banditen vermuteten eine Goldladung in der Kutsche, müssen aber feststellen, dass das Gold erst an dieser Station aufgenommen werden sollte. Einstweilen nehmen sie die Passagiere als Geiseln. Der Offizier Frank Townsend, der mit seiner Verlobten Barbara Duval in der Kutsche war, erkennt, dass Lorenzo Garcia, der Anführer der Banditen, die Zeugen beseitigen und darum die Geiseln töten wird. Er versucht daher die anderen Geiseln zu vereinigen und die Banditen zu entzweien, um zu entkommen. Im Laufe des Films kommt es zu Rückblenden auf das Vorleben der Geiseln.

## Produktion
Der Film war der erste Film des Unternehmens Regal Films, einer von Robert Lippert gegründeten Produktionsfirma, die B-Movies für 20th Century Fox produzieren sollte, während sich 20th Century auf teuerere und prestigeträchtige Filme konzentrierte. Es war der erste Film, der in Regalscope gedreht wurde, welches faktisch die Technik von CinemaScope war. 20th Century fürchtete über den Markenwert von CinemaScope, wenn es für B-Movies genutzt würde.
Die Außenaufnahmen wurden in Utah gedreht.

## Auszeichnungen
- Oscarverleihung 1957: Beste Kamera (Schwarzweiß)[3]